# 觀普賢菩薩行法經
《觀普賢菩薩行法經》為大乘佛教經典。天台宗以其為法華三部經之一，認為普賢觀經是法華經的結經。

## 版本
現存版本為罽賓沙門曇摩蜜多，於劉宋元嘉元年（424年）於揚州譯出，共一卷。按《出三藏記集》的注記，普賢觀經出《深功德經》中。

## 內容
此經介紹諦觀普賢菩薩的修行方法，同時也介紹了如何修行法華三昧的法門。天台宗根據此經作〈法華三昧行法〉，〈法華三昧行法〉的「五科十法」成為後來諸多漢傳懺儀製作的範本。